# Villars-sur-Glâne
Villars-sur-Glâne (nemško Glanewiler) je mesto v kantonu Fribourg (nemško: Freiburg), leži pa v okraju Sarine (nemško:Saanebezirk). Tekom leta 2004 pa je pridobila status mesta. 

## Poveznice
- (francosko) Uradna spletna stran mesta Villars-sur-Glâne]